# Föredragande
Föredragande är en person som har till uppgift att presentera ett mål eller ärende inför den eller dem som därefter ska besluta i saken.
Är den beslutande myndigheten kollegial deltar ofta föredraganden själv i beslutet. Sådant är till exempel förhållandet i hovrätterna och kammarrätterna  samt de centrala ämbetsverk, där det kollegiala arbetssättet ännu är bibehållet.
I Högsta domstolen däremot, liksom numera i de flesta centrala administrativa ämbetsverken, deltar föredraganden (justitiesekreterare, byråchef med flera) inte i beslutet. Föredragande inför regeringen är chefen för det departement till vilket ärendet hör.